# Tom Harald Hagen
Tom Harald Hagen (Grue, Hedmark, 1978. április 1. –) norvég nemzetközi labdarúgó-játékvezető.

## Pályafutása

### Nemzeti játékvezetés
A játékvezetésből 1994-ben vizsgázott. A norvég labdarúgó-szövetség Játékvezető Bizottsága (JB) minősítése alapján 2003-tól az Adeccoligaen, majd 2006-tól a Tippeligaen keretbe került. Adeccoligaen mérkőzéseinek száma: 50. Tippeligaen mérkőzéseinek száma: 136 (2008–2015. április 7.).

#### Nemzeti kupamérkőzések
Vezetett kupadöntők száma: 1.

##### Norvég labdarúgókupa
| Időpont             | Helyszín               | Mérkőzés típusa | Mérkőzés                               | Eredmény | Nézők száma |
| ------------------- | ---------------------- | --------------- | -------------------------------------- | -------- | ----------- |
| 2010. november 14.. | Ullevaal Stadion, Oslo | döntő           | Follo Fotball–Strømsgodset Toppfotball | 0 – 2    | 24 500      |

### Nemzetközi játékvezetés
A norvég labdarúgó-szövetség JB terjesztette fel nemzetközi játékvezetőnek, a Nemzetközi Labdarúgó-szövetség (FIFA) 2009-től tartja nyilván bírói keretében. A FIFA JB központi nyelvei közül a angolt beszéli. 2010-től az UEFA JB első kategóriába, 2012-től az elit kategóriába sorolta. Több nemzetek közötti válogatott, valamint Európa-liga és UEFA-bajnokok ligája klubmérkőzést vezetett, vagy működő társának 4. bíróként segített. A norvég nemzetközi játékvezetők rangsorában, a világbajnokság-Európa-bajnokság sorrendjében többedmagával az 5. helyet foglalja el 7 találkozó szolgálatával. Válogatott mérkőzéseinek száma: 10 (2015. június 13.).

#### Labdarúgó-világbajnokság
A 2014-es labdarúgó-világbajnokságra a FIFA JB játékvezetőként alkalmazta. Selejtező mérkőzéseket az UEFA zónában vezetett.
| Időpont             | Helyszín                         | Mérkőzés típusa           | Mérkőzés                   | Eredmény | Nézők száma |
| ------------------- | -------------------------------- | ------------------------- | -------------------------- | -------- | ----------- |
| 2012. október 16.   | Baldvin király Stadion, Brüsszel | előselejtező (A. csoport) | Belgium–Skócia             | 2 – 0    | 44 132      |
| 2013. augusztus 14. | Windsor Park, Belfast            | előselejtező (F. csoport) | Észak-Írország–Oroszország | 1 – 0    | 11 178      |
| 2013. október 11.   | Estádio José Alvalade, Lisszabon | előselejtező (F. csoport) | Portugália–Izrael          | 1 – 1    | 48 317      |

#### Labdarúgó-Európa-bajnokság
A 2009-es U17-es labdarúgó-Európa-bajnokságon az UEFA JB bíróként alkalmazta.

##### Selejtező mérkőzés
| Időpont           | Helyszín                         | Mérkőzés típusa | Mérkőzés                                  | Eredmény |
| ----------------- | -------------------------------- | --------------- | ----------------------------------------- | -------- |
| 2009. március 25. | Rohonci úti stadion, Szombathely | előselejtező    | Magyarország–Szerbia                      | 0 – 1    |
| 2009. március 30. | Rohonci úti stadion, Szombathely | előselejtező    | Magyar U17-es labdarúgó-válogatott–Anglia | 0 – 2    |

##### 2009-es U17-es labdarúgó-Európa-bajnokság
| Időpont         | Helyszín                       | Mérkőzés típusa              | Mérkőzés                                                               | Eredmény |
| --------------- | ------------------------------ | ---------------------------- | ---------------------------------------------------------------------- | -------- |
| 2009. május 6.  | Központi Stadion, Markranstädt | csoportmérkőzés (A. csoport) | Franciaország–Svájc                                                    | 1 – 1    |
| 2009. május 9.  | Városi Stadion, Meuselwitz     | csoportmérkőzés (B. csoport) | Törökország–Hollandia                                                  | 1 – 2    |
| 2009. május 15. | Városi Stadion, Grimma         | egyik elődöntő               | Svájci U17-es labdarúgó-válogatott–Holland U17-es labdarúgó-válogatott | 1 – 2    |

---
A 2011-es U19-es labdarúgó-Európa-bajnokságon a UEFA JB játékvezetőként foglalkoztatta.
| Időpont          | Helyszín                  | Mérkőzés típusa              | Mérkőzés                                  | Eredmény |
| ---------------- | ------------------------- | ---------------------------- | ----------------------------------------- | -------- |
| 2011. július 23. | Városi Stadion, Buftea    | csoportmérkőzés (B. csoport) | Török U19-es labdarúgó-válogatott–Belgium | 1 – 1    |
| 2011. július 26. | Városi Stadion, Mogoşoaia | csoportmérkőzés (A. csoport) | Csehország–Görögország                    | 1 – 0    |

---
A 2012-es labdarúgó-Európa-bajnokságon, valamint a 2016-os labdarúgó-Európa-bajnokságon az UEFA  JB bírói szolgálatra vette igénybe. A döntő mérkőzéseken 4. játékvezetőként (tartalék) vették igénybe szolgálatát.

##### 2012-es labdarúgó-Európa-bajnokság
| Időpont           | Helyszín                         | Mérkőzés típusa           | Mérkőzés                               | Eredmény | Nézők száma |
| ----------------- | -------------------------------- | ------------------------- | -------------------------------------- | -------- | ----------- |
| 2011. március 25. | Josy-Barthel Stadion, Luxembourg | előselejtező (D. csoport) | Luxemburg–Francia labdarúgó-válogatott | 0 – 2    | 8 052       |
| 2011. október 8.  | Rheinpark Stadion, Vaduz         | előselejtező (I. csoport) | Liechtenstein–Skócia                   | 0 – 1    | 5 636       |

##### 2016-os labdarúgó-Európa-bajnokság
| Időpont           | Helyszín                      | Mérkőzés típusa           | Mérkőzés             | Eredmény | Nézők száma |
| ----------------- | ----------------------------- | ------------------------- | -------------------- | -------- | ----------- |
| 2014. október 11. | Köztársasági Stadion, Jereván | előselejtező (I. csoport) | Örményország–Szerbia | 1 – 1    | 8500        |
| 2015. június 13.  | Tórsvøllur Stadion, Tórshavn  | előselejtező (F. csoport) | Feröer–Görögország   | 2 – 1    | 4731        |

#### Nemzetközi kupamérkőzések

##### UEFA-bajnokok ligája
| Időpont          | Helyszín                           | Mérkőzés típusa       | Mérkőzés                         | Eredmény |
| ---------------- | ---------------------------------- | --------------------- | -------------------------------- | -------- |
| 2010. július 21. | Oláh Gábor utcai stadion, Debrecen | előselejtező (1. kör) | Debreceni VSC–FC Levadia Tallinn | 3 – 2    |